# Kamuli
Pour le district ougandais, voir Kamuli (district).
Kamuli est une ville de la région Est de l'Ouganda, capitale du district de Kamuli.